# Emoia erronan
Emoia erronan este o specie de șopârle din genul Emoia, familia Scincidae, descrisă de Brown 1991.
Este endemică în Vanuatu. Conform Catalogue of Life specia Emoia erronan nu are subspecii cunoscute.